# 609 هـ
609 هـ هي سنة في التقويم الهجري امتدت مقابلةً في التقويم الميلادي بين سنتي 1212 و1213.

## أحداث
- 15 صفر - قوات الموحدين تهزم أمام تحالف مسيحي في معركة العقاب

## مواليد
- الخليفة العباسي المستعصم بالله
- أبو يوسف يعقوب بن عبد الحق

## وفيات
- يوسف بن قادس

- 16 شعبان - أبو الفرج البغدادي - عالم وفقيه عراقي.